# Treklyano (obchtina)
Pour le village, voir Tréklyano.
L'Obchtina Tréklyano (bulgare : Община Трекляно) est une commune dans l'ouest de la Bulgarie et elle s'étend le long de la frontière avec la Serbie.

## Géographie

### Géographie physique
La commune de Tréklyano est située dans l'ouest de la Bulgarie, à 90 km à l'ouest de la capitale Sofia.
La commune s'étend sur les pentes est de la montagne Milevska et elle est traversée par plusieurs rivières qui descendent de cette montagne.

### Climat
L'altitude (plus de 800 m) et le fait que la vallée dans laquelle si situe la commune soit entourée de montagnes, fait que le climat est assez froid. Les vents dominants viennent du nord-est et le vents chauds venant depuis le sud et la Mer Egée sont quasi-imperceptibles.

### Géographie humaine
| 1926 | 1934 | 1946 | 1956 | 1965 | 1975 | 1985 | 1992 | 2001 |
| ---- | ---- | ---- | ---- | ---- | ---- | ---- | ---- | ---- |
| -    | -    | -    | -    | -    | -    | -    | -    | -    |

| 2011 | 2021 | 2022 | - | - | - | - | - | - |
| ---- | ---- | ---- | - | - | - | - | - | - |
| 644  | 714  | 470  | - | - | - | - | - | - |

## Administration

### Structure administrative
La commune compte 19 villages :
| - Bazovitsa - Brest - Dobri dol - Dolni Koritén - Dolno Kobilé - Dragoïtchintsi | * Gabréchévtsi - Gorni Koritén - Gorno Kobilé - Kissélitsa - Kossovo - Métohiya | - Ouchi - Pobit kamak - Souchitsa - Srédorék - Tchéchlyantsi - Treklyano - Zlogoche |

### Liste des maires
- 20?? - 2011 Kamèn Arsov (PSB)
- 2011 - 2027 Radko Pètrounov (PSB)

## Galerie

Carte topographique de la commune
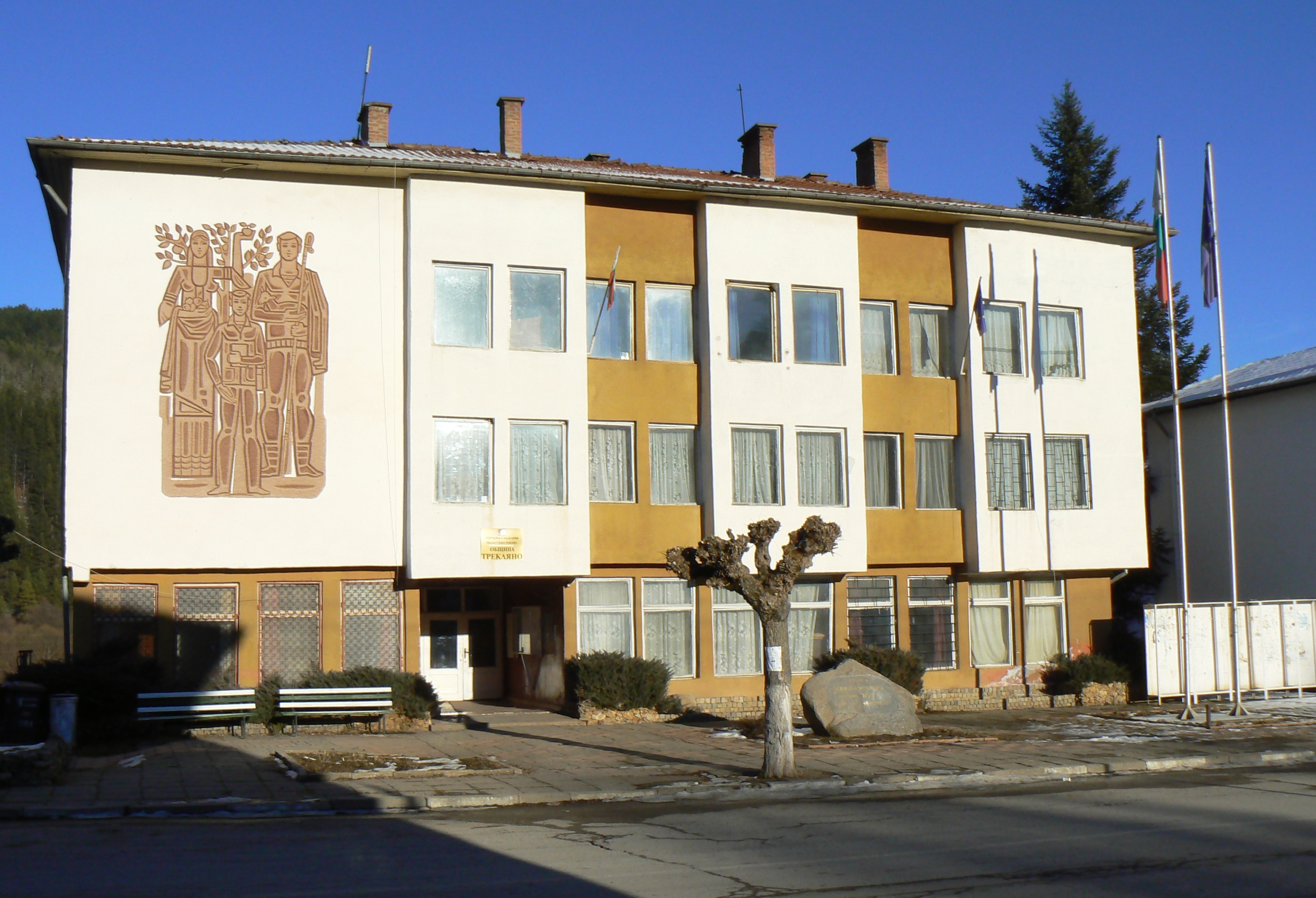
La mairie de la commune
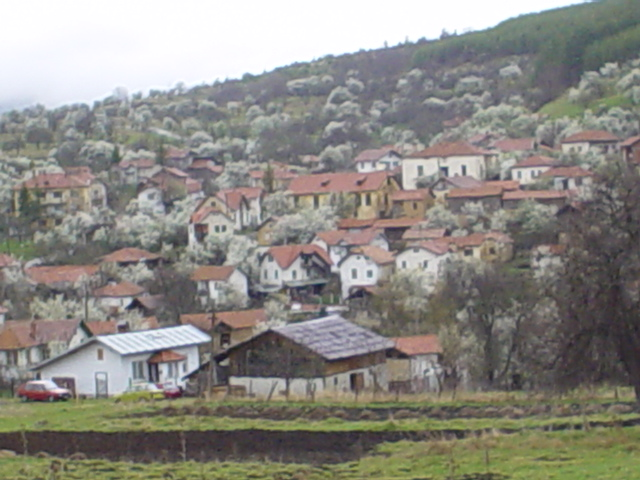
Zlogoche : vue du village